# Bette Midler
Bette Midler (sinh ngày 1 tháng 12 năm 1945) là một nữ ca sĩ, diễn viên người Mỹ (một nghệ danh khác là The Divine Miss M). Trong suốt sự nghiệp của mình, bà đã giành được 4 giải Grammy, 4 giải Quả cầu vàng, 3 giải Emmy, và một giải Tony, đồng thời cũng được đề cử hai giải Oscar ở hạng mục "Nữ diễn viên chính xuất sắc nhất". Hiện tại bà đang biểu diễn hòa nhạc, The Showgirl Must Go On, 5 buổi một tuần tại Caesars Palace ở Las Vegas (cùng với Cher và Elton John).

## Đời tư
Bette Midler sinh ra ở Honolulu, nơi gia đình cô là một trong số ít gia đình Do Thái ở một khu phố chủ yếu là người Á Đông. Mẹ cô, Ruth (née Schindel, 1916-1979), là một thợ may và bà nội trợ, và cha của cô, Fred Midler (1912-1986), làm việc tại căn cứ hải quân ở Hawaii như một họa sĩ, và cũng là một người thợ sơn.